# Новиков Яків Олександрович
Я́ків Олекса́ндрович Но́виков (рос. дореф. Яковъ Александровичъ Новиковъ; нар. 29 вересня 1849, Константинополь, Османська імперія — пом. 21 травня 1912, Одеса, Херсонська губернія, Російська імперія) — соціолог, економіст та підприємець Російської імперії.

## Життєпис

### Перші роки
Яків Олександрович Новиков народився 29 вересня 1849 року в Константинополі, столиці Османської імперії (нині - турецький Стамбул) в сім'ї спадкових російських купців, його батько, Олександр Якович, був успішним підприємцем який розширив і модернізував виробництво свого діда, брянського купця, Іллі Новикова.
Дружив з Вільфредо Парето, приїжджаючи в Лозанну спілкувався з ним.
Був одружений з Ростовцевою Олександрою Миколаївною дочкою графа Миколи Ростовцева, яка після смерті чоловіка перебралася з Одеси до Санкт-Петербурга.
Яків Новиков був спадковим почесним громадянином Одеси.

### Освіта
Він закінчив юридичний факультет Імператорського Новоросійського університету, в якому надалі викладав. Його дід, Яків Ілліч, опікав будівництво нових корпусів Рішельєвського ліцею (трохи пізніше, з 1865 року — університету).

### Кар'єра
Працював у складі Тарифної комісії з підготовки Митного тарифу 1892, як представник Одеського біржового комітету активно полемізував з Менделєєвим та іншими.
Очолював фрітрейдерів на Торгово-промисловому з'їзді 1896 році. У Вільному економічному товаристві прочитав доповідь «Економісти і протекціоністи», був членом міської Торгової палати, головою Будівельної комісії Купецької палати (1899), членом будівельної субкомісії біржі, брав участь у земському русі, був головою правління Кредитного товариства (1898), членом наглядової ради Одеського міського кредитного товариства (1900) гласним міської думи (з обрання від 4 лютого 1905 на термін 1905—1909, обраний і на наступний термін, на 1909—1913). У 1905 був делегатом херсонського земства на Земському з'їзді в Москві.
Власник одеського канатного заводу в четвертому поколінні, створеного одним з його предків, брянським купцем Іллею Новиковим в 1806 році як виробництво канатів. Зараз завод називається «Стальканат» і входить в приватне акціонерне товариство «Виробниче Об'єднання „Стальканат-Силур“» є найбільшим підприємством України з виробництва метизної продукції (канати, дріт, пасма, фібра, сітка, стропи).
Новиков Яків Олександрович номінував кандидатів на Нобелівську премію 11 разів і кожного року (крім 1903). З 7 представлених кандидатів лише 1 (французький письменник і адвокат, президент Міжнародної ліги за мир і свободу Е. Арно (1864—1921) не одержав високої нагороди).
Подарував церковному готелеві Одеських Афонських подвір'їв свою ділянку землі на Пантелеймонівській вулиці (див. Пантелеймонівський монастир (Одеса)).
Був похований на Першому Християнському цвинтарі Одеси. 1937 року комуністичною владою цвинтар було зруйновано. На його місці був відкритий «Парк Ілліча» з розважальними атракціонами, а частина була передана місцевому зоопарку. Нині достеменно відомо лише про деякі перепоховання зі Старого цвинтаря, а дані про перепоховання Новикова відсутні.

## Наукова діяльність
Видавши два невеликих твори російською мовою, Новиков повністю перейшов у своїх творах на французьку мову і надалі обстоював роль французької мови як європейської мови міжнаціонального спілкування (див., Наприклад, його промова 1911). У соціології був спочатку прихильником органічного напрямку, пізніше приєднався до психологічної школи; різко критикував соціальний дарвінізм за надмірну примітивізацію суспільних процесів і законів. У публіцистичних працях висував ідею пацифізму.
Як стверджувалося в Енциклопедії Брокгауза і Ефрона, твори Новикова були дуже популярні на Заході й перекладені іноземними мовами, видавалися в тому числі і в 1970-ті роки, але в Росії були дуже мало відомі. Тому він часто перебував у закордонних поїздках до Парижа.